# Kravellen vid Franska Stenarna
Kravellen vid Franska Stenarna är vraket efter ett kravellbyggt krigsfartyg från tidigt 1500-tal, som ligger på 30–50 meters djup vid Franska Stenarna i Nämdöfjärden i Stockholms södra skärgård. Vraket undersöktes av marinarkeologen Jon Adams 1991, 1994 och 1999. Delar av virket har daterats med dendrokronologi till 1512 och ekarna tycks vara fällda i Polen. På platsen har man funnit ett sönderbrutet skrov och tolv kammarkanoner (smidda järnkanoner) som står kvar i sina trälavetter. Kanonerna tycks ha funnits i lastrummet. 
Vraket tros vara en kvarleva efter en transport som skedde 1525 med kanoner från ett nedslaget danskt uppror i Kalmar och från det utanför Öland förlista skeppet Lybska Svan.
Vraket är belagt med dykförbud.

## Plundring
Två bronskanoner stals av amatördykare men återfanns sedan av polis och efter tips beslagtogs ytterligare en kanon. Dessa tre kanoner överlämnades till Sjöhistoriska museet. En av männen som haft med kanonerna att göra dömdes 2002 för grovt fornminnesbrott, men i september 2003 tvingades Sjöhistoriska museet att återlämna en kanon till en av de misstänkta vrakplundrarna, då det inte gick att bevisa varifrån just den kanonen kommit. Detta är ett av två fall i Sverige där dykare dömts för vrakplundring, det andra fallet gäller Fula gubben.